# 4437 Јарошенко
4437 Јарошенко (енгл. 4437 Yaroshenko) је астероид главног астероидног појаса са средњом удаљеношћу од Сунца која износи 2,411 астрономских јединица (АЈ).
Апсолутна магнитуда астероида је 12,8.